# Bar-sur-Seine
Pour les articles homonymes, voir Bar.
Bar-sur-Seine (prononcé [baʁ syʁ sɛn]) est une commune française, située dans le département de l'Aube en région Grand Est.

## Géographie

### Situation
La ville est située à 33 km au sud-est de Troyes.

### Communes limitrophes
| Bourguignons    |               | Magnant                          |
| Jully-sur-Sarce | Bar-sur-Seine | Buxières-sur-Arce Ville-sur-Arce |
| Villemorien     | Polisot       | Merrey-sur-Arce Celles-sur-Ource |

### Lieux-dits et écarts
- Avaleur[1], Baroville, Bel-air, Bois-du-Roi, Bois-Notre-Dame, la Borde, Bréard, la Calvaire, Cérès, la Ferme-Neuve, la Folie, Fort-Gayot, Fourneau, Garenne, Grillot, Haye-du-Champ-Dey, Haie-Piat, le Hayer, la Maladière, Male-Terre, Montmarson, la Motte-de-Villeneuve, le Pont-Neuf, Puits-l'Ermite, la Roche, st-Bernard, Saine-Fontaine, st-Sébastien, Sermont,
- Serey, Cérisium[2] ou Cérès, lande de Cérès, ancien hameau en aval de Bar. De 1158 au XIIIe siècle la lettre C était utilisé, Le S apparaît en 1249[3]. Une des dernières traces du hameau était la chapelle qui existait encore au XVIIIe siècle et dont L. Coutant a fait un relevé des fondations.

le Truchot (bois du finage d'Avalleur),
- Villeneuve ancien hameau de la paroisse de Merrey[5] qui fut réuni à Bar-sur-Seine au XVIIIe siècle. Il se trouvait là un moulin de Villeneuve,
- les Vignes-du-Mérite, Sainte-Fontaine, Notre-Dame du Chêne (chapelle), sur le cadastre de 1836.

### Relief et géologie
Autour de Bar-sur-Seine, le paysage est vallonné.

### Hydrographie
La commune est dans la région hydrographique « la Seine de sa source au confluent de l'Oise (exclu) » au sein du bassin Seine-Normandie. Elle est drainée par la Seine, l'Ource, l'aqueduc Souterrain, le cours d'eau 01 des Moulins, la Seine, l'Ource et l'Ource,.
Les caractéristiques hydrologiques de la Seine sont données par la station hydrologique située sur la commune. Le débit moyen mensuel est de 24 m3/s. Le débit moyen journalier maximum est de 315 m3/s, atteint lors de la crue du 17 janvier 1955. Le débit instantané maximal est quant à lui de 285 m3/s, atteint le 25 janvier 2018.
L'Ource, d'une longueur de 100 km, prend sa source dans la commune de Poinson-lès-Grancey et se jette  dans la Seine sur la commune, après avoir traversé 25 communes.
L'Aqueduc Souterrain est un aqueduc,de type conduite forcée, de 19,4 km. Il relie la commune de Loches-sur-Ource à la commune de Courtenot.

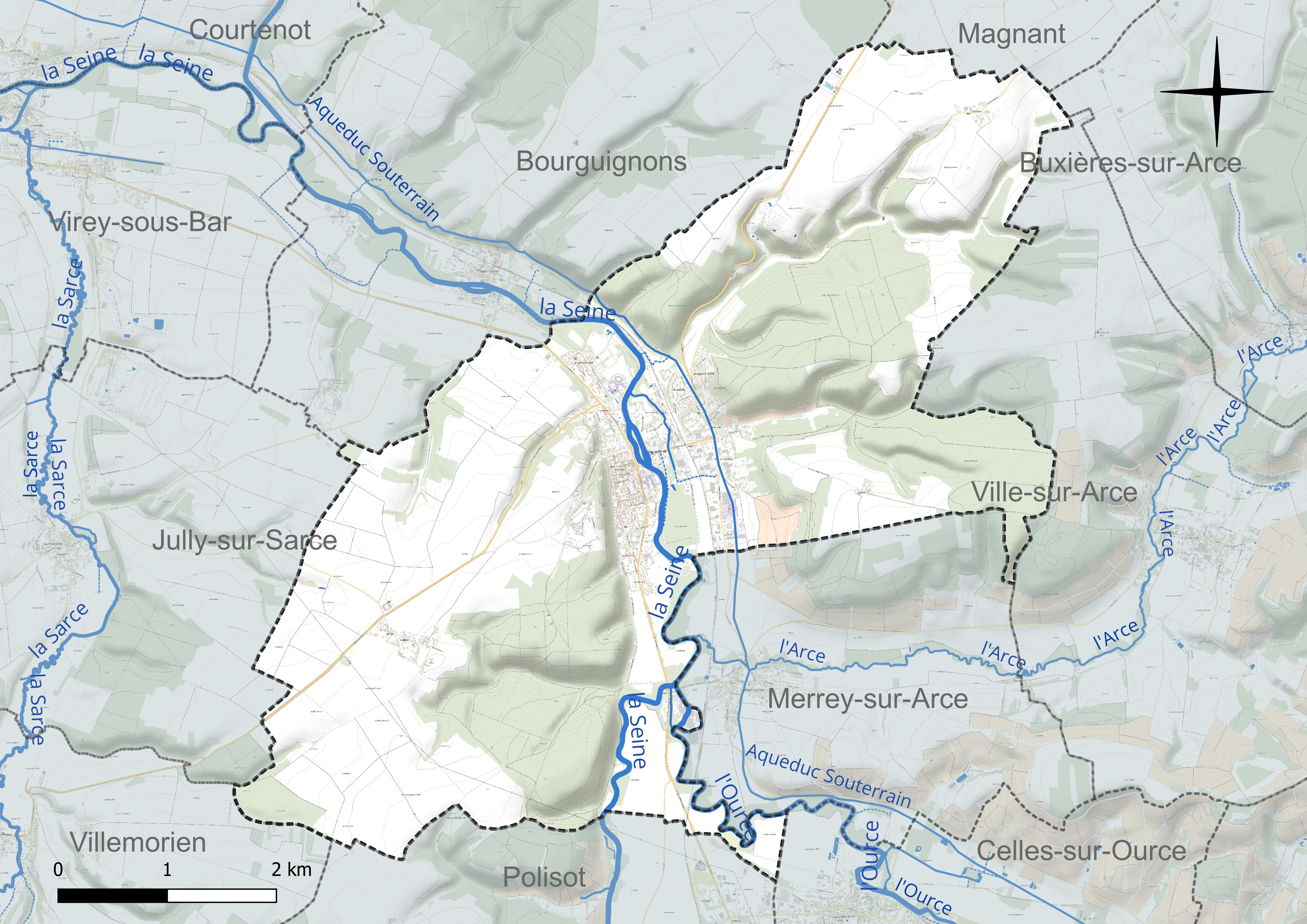
Réseau hydrographique de Bar-sur-Seine.

### Climat
Pour des articles plus généraux, voir Climat du Grand Est et Climat de l'Aube.
En 2010, le climat de la commune est de type climat océanique dégradé des plaines du Centre et du Nord, selon une étude du Centre national de la recherche scientifique s'appuyant sur une série de données couvrant la période 1971-2000. En 2020, Météo-France publie une typologie des climats de la France métropolitaine dans laquelle la commune est exposée à un climat océanique altéré et est dans la région climatique Lorraine, plateau de Langres, Morvan, caractérisée par un hiver rude (1,5 °C), des vents modérés et des brouillards fréquents en automne et hiver.
Pour la période 1971-2000, la température annuelle moyenne est de 10,3 °C, avec une amplitude thermique annuelle de 15,7 °C. Le cumul annuel moyen de précipitations est de 791 mm, avec 12,9 jours de précipitations en janvier et 7,9 jours en juillet. Pour la période 1991-2020, la température moyenne annuelle observée sur la station météorologique de Météo-France la plus proche, « Celles-sur-ource », sur la commune de Celles-sur-Ource à 4 km à vol d'oiseau, est de 11,4 °C et le cumul annuel moyen de précipitations est de 747,2 mm. 
La température maximale relevée sur cette station est de 40,6 °C, atteinte le 25 juillet 2019 ; la température minimale est de −15 °C, atteinte le 1er mars 2005,,.
| Mois                                  | jan.          | fév.           | mars          | avril         | mai           | juin          | jui.          | août          | sep.          | oct.          | nov.          | déc.          | année     |
| ------------------------------------- | ------------- | -------------- | ------------- | ------------- | ------------- | ------------- | ------------- | ------------- | ------------- | ------------- | ------------- | ------------- | --------- |
| Température minimale moyenne (°C)     | 0,9           | 0,8            | 2,7           | 5,9           | 9             | 12,6          | 14,6          | 14            | 11            | 8,4           | 4,5           | 1,6           | 7,2       |
| Température moyenne (°C)              | 3,3           | 4              | 7             | 11            | 14,1          | 17,9          | 20,1          | 19,3          | 16,1          | 12,2          | 7,3           | 4,1           | 11,4      |
| Température maximale moyenne (°C)     | 5,8           | 7,1            | 11,3          | 16,1          | 19,1          | 23,1          | 25,6          | 24,7          | 21,2          | 16,1          | 10,2          | 6,6           | 15,6      |
| Record de froid (°C) date du record   | −11 07.01.09  | −13,7 07.02.12 | −15 01.03.05  | −3,5 07.04.21 | −0,4 03.05.21 | 3,5 14.06.08  | 6,2 14.07.04  | 5,6 26.08.18  | 2,2 30.09.22  | −3,9 29.10.12 | −5,6 17.11.07 | −15 20.12.09  | −15 2009  |
| Record de chaleur (°C) date du record | 15,8 01.01.22 | 20,7 27.02.19  | 25,5 31.03.21 | 28,6 25.04.07 | 31,9 28.05.17 | 37,3 26.06.19 | 40,6 25.07.19 | 39,3 19.08.12 | 34,9 14.09.20 | 30,5 02.10.23 | 22,9 07.11.15 | 17,1 31.12.22 | 40,6 2019 |
| Précipitations (mm)                   | 60,8          | 55,1           | 59            | 49,3          | 82,1          | 64,8          | 51,4          | 62,7          | 51,8          | 68,1          | 66            | 76,1          | 747,2     |

| Diagramme climatique                                  |            |           |             |           |              |              |            |            |             |           |            |
| J                                                     | F          | M         | A           | M         | J            | J            | A          | S          | O           | N         | D          |
| 5,80,960,8                                            | 7,10,855,1 | 11,32,759 | 16,15,949,3 | 19,1982,1 | 23,112,664,8 | 25,614,651,4 | 24,71462,7 | 21,21151,8 | 16,18,468,1 | 10,24,566 | 6,61,676,1 |
| Moyennes : • Temp. maxi et mini °C • Précipitation mm |            |           |             |           |              |              |            |            |             |           |            |

Les paramètres climatiques de la commune ont été estimés pour le milieu du siècle (2041-2070) selon différents scénarios d'émission de gaz à effet de serre à partir des nouvelles projections climatiques de référence DRIAS-2020. Ils sont consultables sur un site dédié publié par Météo-France en novembre 2022.

## Urbanisme

### Typologie
Au 1er janvier 2024, Bar-sur-Seine est catégorisée bourg rural, selon la nouvelle grille communale de densité à 7 niveaux définie par l'Insee en 2022.
Elle appartient à l'unité urbaine de Bar-sur-Seine, une unité urbaine monocommunale constituant une ville isolée,. Par ailleurs la commune fait partie de l'aire d'attraction de Bar-sur-Seine, dont elle est la commune-centre,. Cette aire, qui regroupe 7 communes, est catégorisée dans les aires de moins de 50 000 habitants,.

### Occupation des sols
L'occupation des sols de la commune, telle qu'elle ressort de la base de données européenne d’occupation biophysique des sols Corine Land Cover (CLC), est marquée par l'importance des territoires agricoles (51,4 % en 2018), une proportion sensiblement équivalente à celle de 1990 (51,1 %). La répartition détaillée en 2018 est la suivante : 
terres arables (48 %), forêts (40,3 %), zones urbanisées (6,7 %), zones industrielles ou commerciales et réseaux de communication (1,6 %), prairies (1,4 %), zones agricoles hétérogènes (1,1 %), cultures permanentes (0,9 %). L'évolution de l’occupation des sols de la commune et de ses infrastructures peut être observée sur les différentes représentations cartographiques du territoire : la carte de Cassini (XVIIIe siècle), la carte d'état-major (1820-1866) et les cartes ou photos aériennes de l'IGN pour la période actuelle (1950 à aujourd'hui).

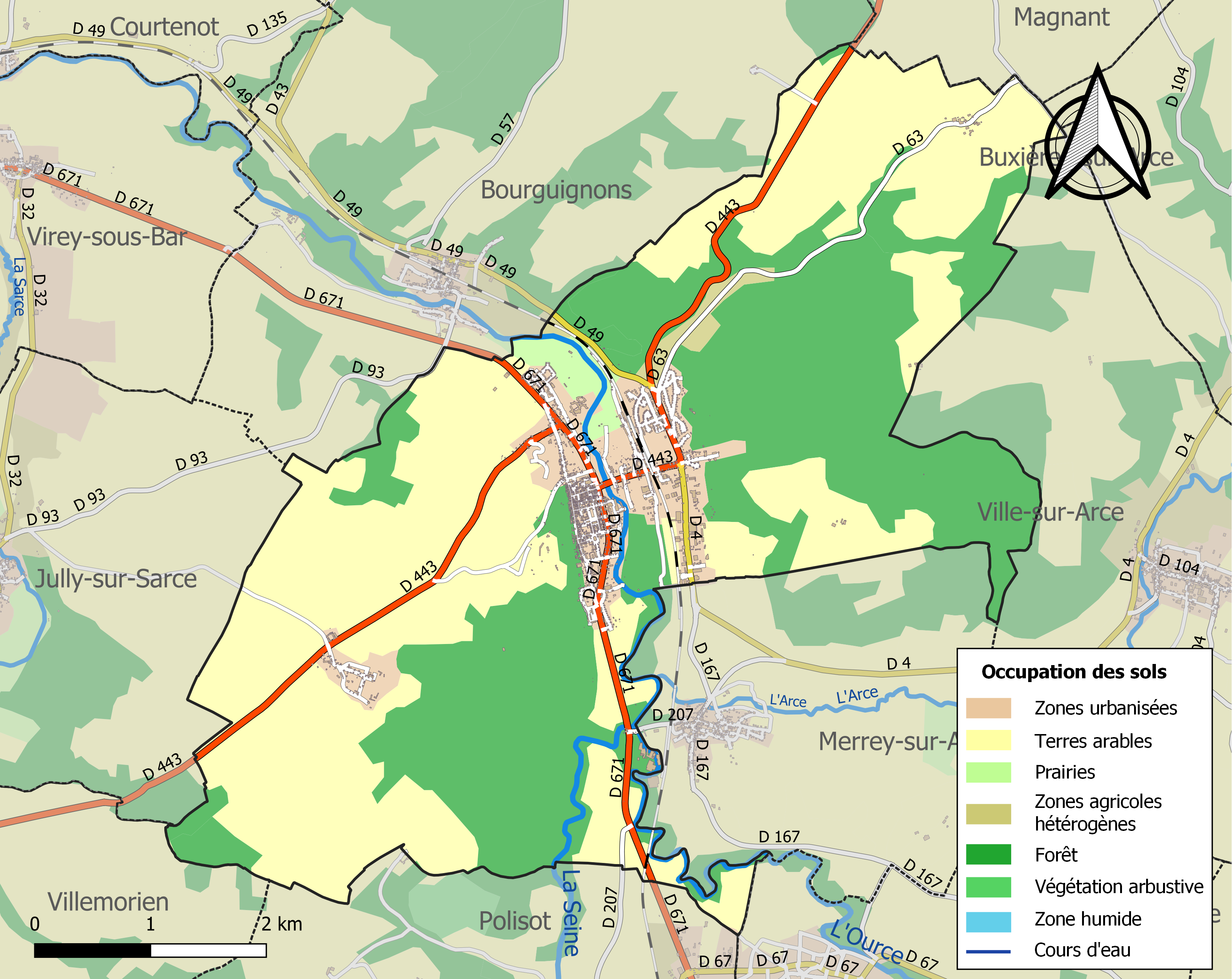
Carte des infrastructures et de l'occupation des sols de la commune en 2018 (CLC).

## Toponymie
On retrouve le terme Bar, Barre dans le nom d'autres villes avec configuration identique (Bar-sur-Aube, Bar-Le-Duc, Montbard), construites au sommet d'une colline et qui ont ensuite migré dans la plaine.

## Histoire

### Préhistoire et antiquité
La route de l'étain reliait la Grande-Bretagne à la Méditerranée en empruntant la vallée de la Seine, l'importance de cette artère commerciale était bien connue des Celtes et a donc été anciennement peuplée. Le Barséquanais dépendait du Pagus Latiscensis (Lassois), un des 8 ou 9 pagi qui constituaient la cité des Lingons (Gaule celtique). Les Lingons, comme les Rèmes, restent fidèles à César lors de la conquête des Gaules, y compris lors de la grande révolte de 53-52.  est probablement détruite une première fois en 298 ou en 351/357, puis reconstruite.

### Moyen Âge
Comme partout en Occident, les fonctionnaires locaux s'émancipent du pouvoir royal et obtiennent l'hérédité des honneurs (charges) par le  capitulaire de Quierzy (juin 877). Après le siège de Paris de 885/887, levé car Charles le Gros paye une rançon aux Normands et les autorise à aller piller la Bourgogne, ceux-ci remontent la vallée de la Seine et détruisent définitivement Latisco (887/888), ce qui entraîne la séparation du Barséquanais de ce qui reste du Lassois.
Le nom de Bar-sur-Seine n'est attesté avec certitude qu'en 1068 sous la forme BARRUM car le Pagus Barrensis mentionné au IXe siècle se rapporte à Bar-sur-Aube.
Bar-sur-Seine monnaye des deniers sous Charles le Chauve.

### Comtes de Bar-sur-Seine
- Ermengarde, [de Bar(-sur-seine)], probable fille de Rainard de Bar-sur-Seine, aurait apporté le comté de Bar aux comtes de Tonnerre, les Milonides, par son mariage avec Miles [IV] († v. 1002/3)[23].
- Leurs fils, Renard/Rainard et Miles (Mille, Millon) [V] hérites des deux comtés[23].
- Hugues-Renaud de Bar, comte de Tonnerre et de Bar(-sur-seine) (v.1046), puis évêque de Langres (1065-1085), cède vers 1070 le comté de Bar à sa sœur Eustachie, épouse de Guillaume Ier/Gautier Ier, comte de Brienne[23].
- Milon II, troisième fils des précédents, hérite du comté[23] (vers 1080, décédé en 1125 ou 1126).
- Gui, fils du précédent, comte de Bar en 1125 ou 1126, décédé en 1146 ou 1147.
- Milon III, fils du précédent, comte de 1147 à 1150.
- Manassés, évêque de Langres, frère de Gui, administre le comté pour sa nièce mineure Pétronille, fille de Milon III.
- Pétronille gère le comté à partir de son mariage (vers 1168) avec Hugues du Puiset (décédé en Ardech, Angleterre, en novembre 1189)
- Milon IV, comte de Bar-sur-Seine (1189), fils de Pétronille et de Hugues du Puiset, également seigneur du Puiset et vicomte de Chartres (1190). Décède le 18 ou 19 août 1219 au siège de Damiette.
- Les neveux et nièces de Milon IV vendent leurs droits au comte de Champagne Thibault IV.
- Le comté passe dans le domaine royal en 1285.

La ville est affranchie de la maimorte en 1198.
Avec le traité d'Arras (1435), Bar passe alors aux États de Bourgogne. La ville de Bar est prise par l'armée royale le 7 juin 1475 et brûlée, le château fort en partie détruit. Elle repasse au domaine royal en 1477 avec la mort de Charles le Téméraire.

### Temps modernes
En 1577, l'ambassadeur vénitien Lippomano décrit une ville « dont le château et les murailles paraissent être faites de terre battue dont les Polaques (Polonais) font les leurs, de même que les habitations qui sont construites de bois et de terre ». À la même époque, le château (en ruines) est décrit comme un triangle isocèle et comprend sept tours, dont celle de l'horloge. Terre de passage et de frontière, Bar est prise par les huguenots en 1562 puis par les ligueurs en 1563. Entre 1589 et 1595 elle est sept fois assiégée.
À la fin de l'Ancien Régime, le bailliage et l'élection de Bar-sur-Seine relèvent de la Bourgogne mais suivent la coutume de Troyes et ressortissent du Parlement de Paris tout en dépendant du diocèse de Langres

### Époque contemporaine

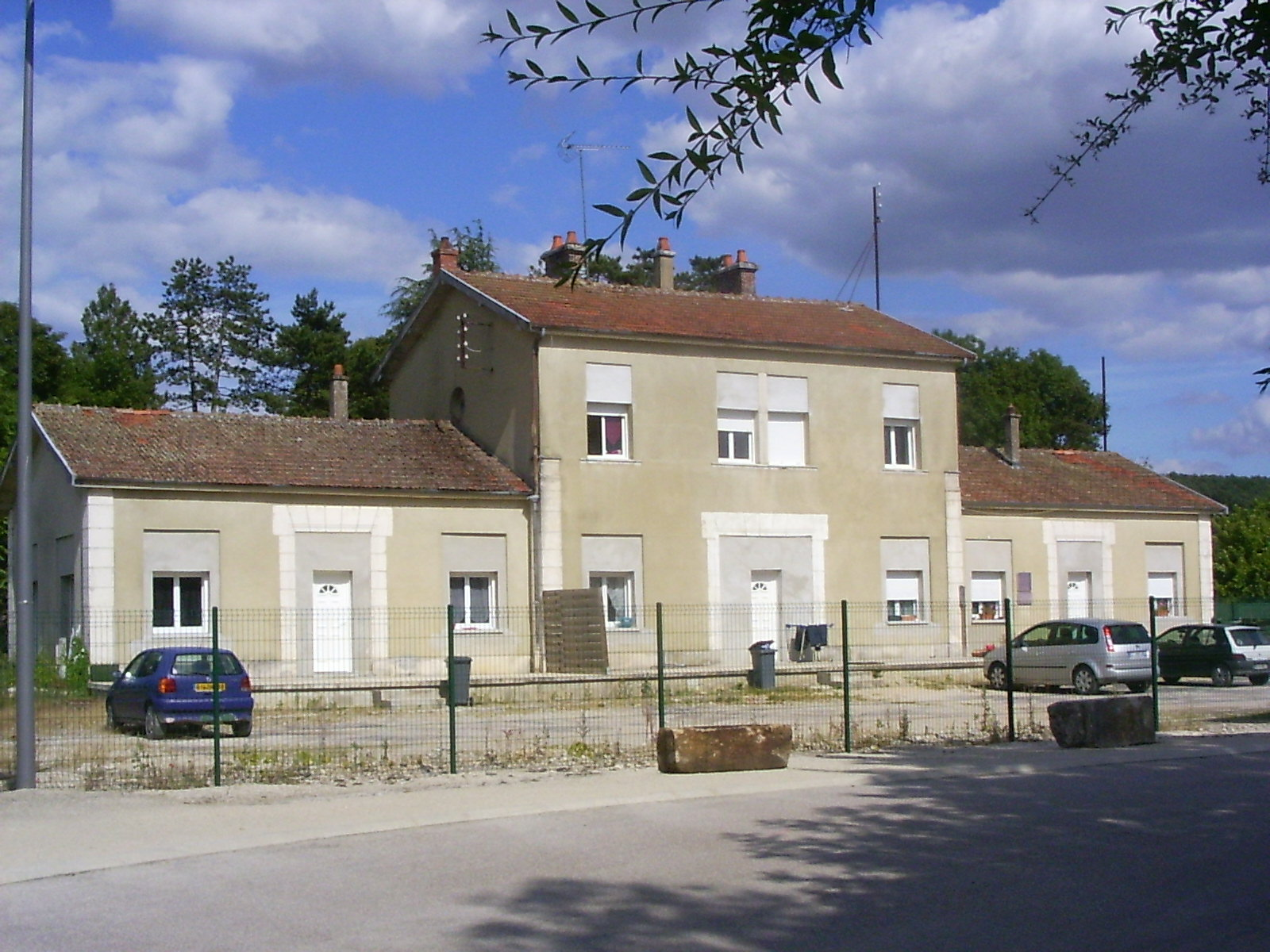
L'ancienne gare en 2016.

Bar est chef-lieu de district en 1790 puis sous-préfecture de 1800 jusqu'en 1926. Edmond de Schwarzenberg y établit très brièvement son quartier général lors des invasions alliées (1814).
La commune a disposé d'une gare pour les voyageurs sur la ligne de Saint-Julien (Troyes) à Gray de 1862 à 1980. Les prestations proposées par la SNCF dans les dernières années étaient telles (matériel obsolète, horaires inadaptés) que la fermeture du service entre Troyes et Châtillon-sur-Seine était devenue inéluctable.

## Politique et administration

### Bailliage
Bar fut le siège d'un bailliage. L'Intendant de Bourgogne Ferrand décrit le siège du bailliage comme ayant un président, un lieutenant civil et criminel, un commissaire encaisseur et examinateur, un avocat du roi, un procureur du roi et un greffier du roi.
Guy  de Lantaiges-Bonnot  fut bailli et héritier de Guyot Bonnot, dont il prit le nom.

### Eaux et forêts
Sous l'Ancien Régime, Bar est le siège d'une maîtrise des eaux et forêts. Au XVIIe siècle, le tribunal des eaux et forêts qui règle les litiges se compose d'un maître particulier, d'un lieutenant, d'un procureur du roi et d'un garde marteau greffier. Il est arrivé que le poste soit tenu par le bailli de Bar.

### Grenier à sel
Il y a un grenier à sel à Bar pendant l'Ancien Régime.

### Doyenné de Bar-sur-Seine
Le doyenné de Bar-sur-Seine, compris dans l'Archidiacconé du Lassois, n'était pas attaché à aucun siège fixe, la cure de Bar-sur-seine n'étant point  à la nomination de l'évêque. Ce doyenné fut formé  en 1163 selon l'archiviste henri d'Artois.
liste des Doyens de Bar-sur-Seine
- Maubert 1189 et 1206 dit doyen de Vendeuvre[25]
- X arbitre dans une cause en faveur de l'hôpital de Troyes vers 1220
- Hugues I 1225-1236 dit de Giey
- Hebert 1243
- Wiard doyen rural en 1266-1272
- Hugues II doyen en 1277
- Hugues III de Giey
- Hugues IV bonnot en 1516[25]
- Hugues V 1560-1573
- Nicolas Polin 1657
- Jean Hurtelin 1666
- Jean Paymal chanoine  1666-11680[25]
- Nicolas de Monginot chanoine de Mussy 1680
- Nicolas Reymond  chanoine de Mussy 1680-1694
- Etienne Prodhon 1694-1727
- Jean Baptiste Camus 1727-1755
- Nicolas Bluget 1783-1791, député du clergé aux États généraux de 1789.

### Liste des maires
Sous l'Ancien Régime
Bar-sur-Seine est érigée en commune en 1231. À partir de 1630, les maires sont nommés par le roi : ils deviennent maires perpétuels et lieutenant général de police.
À partir de 1790
| Période                                  | Période   | Identité             | Étiquette | Qualité                                                             |
| ---------------------------------------- | --------- | -------------------- | --------- | ------------------------------------------------------------------- |
| 1790                                     | ?         | Durand de Champmerle |           |                                                                     |
| Les données manquantes sont à compléter. |           |                      |           |                                                                     |
| 1959                                     | 1971      | Bernard Pieds        | CIR       | Directeur de journal, député                                        |
| mars 1971                                | mars 2008 | Jean Weinling        | PS        | Retraité de l'enseignement Conseiller régional de Champagne-Ardenne |
| mars 2008                                | mai 2020  | Marcel Hurillon      | DVG       | Retraité de l'enseignement                                          |
| mai 2020                                 | En cours  | Dominique Baroni     | SE        |                                                                     |
| Les données manquantes sont à compléter. |           |                      |           |                                                                     |

## Population et société

### Démographie
L'évolution du nombre d'habitants est connue à travers les recensements de la population effectués dans la commune depuis 1793. Pour les communes de moins de 10 000 habitants, une enquête de recensement portant sur toute la population est réalisée tous les cinq ans, les populations de référence des années intermédiaires étant quant à elles estimées par interpolation ou extrapolation. Pour la commune, le premier recensement exhaustif entrant dans le cadre du nouveau dispositif a été réalisé en 2005.

En 2022, la commune comptait 2 869 habitants, en évolution de −5,41 % par rapport à 2016 (Aube : +0,7 %, France hors Mayotte : +2,11 %).
| 1793  | 1800  | 1806  | 1821  | 1831  | 1836  | 1841  | 1846  | 1851  |
| ----- | ----- | ----- | ----- | ----- | ----- | ----- | ----- | ----- |
| 2 270 | 2 339 | 2 200 | 2 112 | 2 269 | 2 350 | 2 496 | 2 745 | 2 469 |

| 1856  | 1861  | 1866  | 1872  | 1876  | 1881  | 1886  | 1891  | 1896  |
| ----- | ----- | ----- | ----- | ----- | ----- | ----- | ----- | ----- |
| 2 609 | 2 770 | 2 920 | 2 798 | 2 803 | 3 092 | 3 182 | 3 237 | 3 157 |

| 1901  | 1906  | 1911  | 1921  | 1926  | 1931  | 1936  | 1946  | 1954  |
| ----- | ----- | ----- | ----- | ----- | ----- | ----- | ----- | ----- |
| 3 121 | 3 187 | 3 107 | 2 710 | 2 742 | 2 651 | 2 571 | 2 105 | 2 422 |

| 1962  | 1968  | 1975  | 1982  | 1990  | 1999  | 2005  | 2006  | 2010  |
| ----- | ----- | ----- | ----- | ----- | ----- | ----- | ----- | ----- |
| 2 559 | 2 786 | 3 155 | 3 572 | 3 630 | 3 510 | 3 476 | 3 430 | 3 233 |

| 2015  | 2020  | 2022  | - | - | - | - | - | - |
| ----- | ----- | ----- | - | - | - | - | - | - |
| 3 054 | 2 932 | 2 869 | - | - | - | - | - | - |

## Économie

### Foires et marchés
En 1139 est déjà citée une foire, qui a lieu le dimanche de la Trinité et les deux jours suivant, et dont le bénéfice va à l'abbaye Saint-Michel de Tonnerre pour le prieuré de Bar. C'est un droit donné par le comte de Bar, qui la déplace en 1218 au mardi de la Toussaint. Jean le Bon octroie aux habitants trois jours de foire autour de la Saint-Luce à partir de 1362, du 12 au 14 décembre.
Il y a aussi des marchés cités depuis Thibault IV et qui, à partir du XIXe siècle,  se tiennent chaque vendredi.

### Particularités du milieu viticole
La plupart des vins de Champagne proviennent du département de la Marne (sur terrains crétacés), de la vallée de la Marne (jusqu'à l'ouest de Château-Thierry), et sur une série de terroirs à cheval sur les terrains tertiaires et crétacés (Avize, Vertus, Sézanne...).
Les champagnes de l'Aube sont très excentrés, très méridionaux, par rapport aux autres champagnes, et sont sur des terrains jurassiques. Ce sont donc des champagnes particuliers. Cette aire des champagnes de l'Aube regroupe d'autres communes voisines comme Les Riceys et Bar-sur-Aube. Les champagnes en question sont très appréciés du général de Gaulle qui, en voisin depuis Colombey, se fournissait dans la région.

## Culture locale et patrimoine

### Lieux et monuments

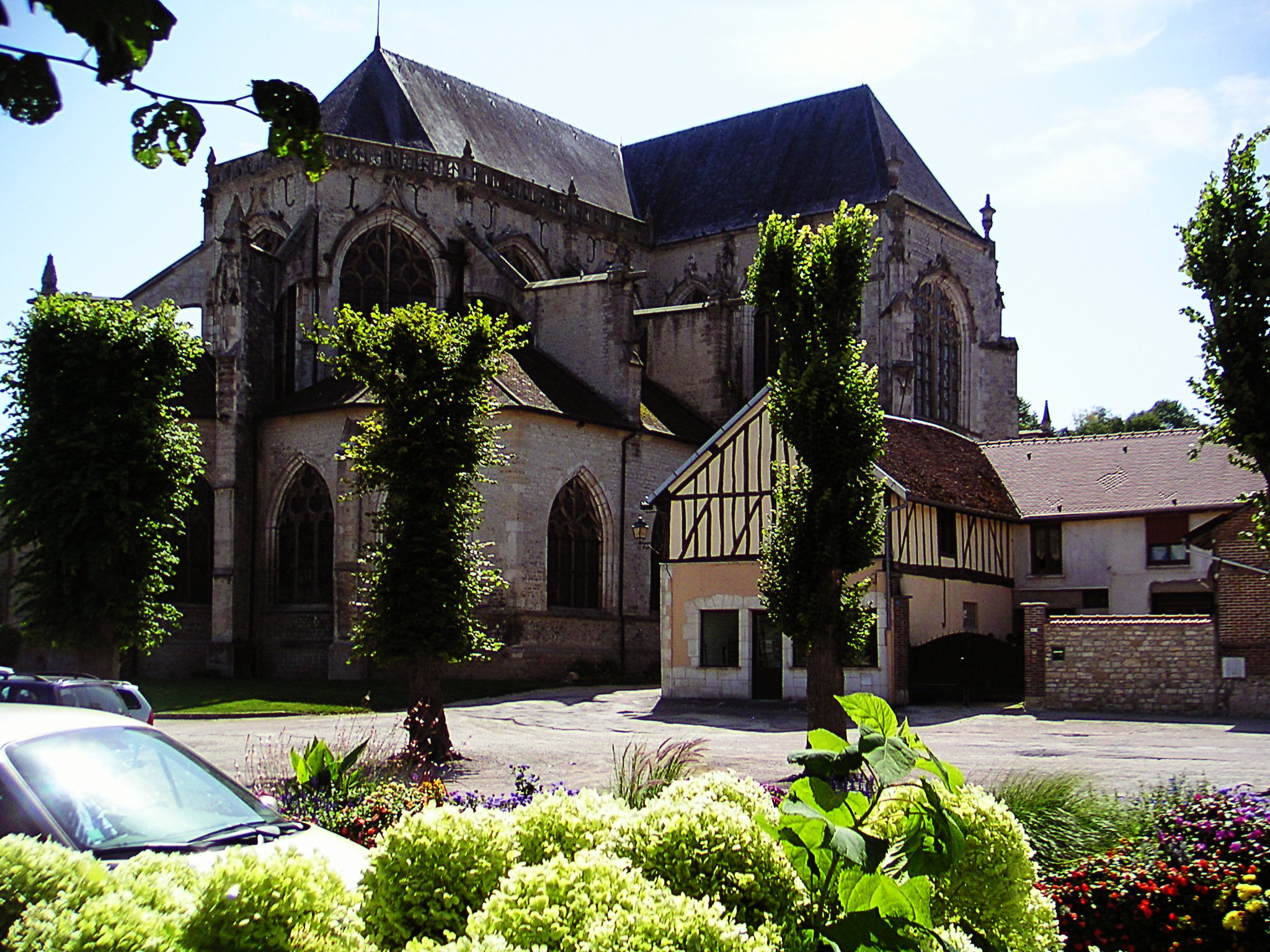
L’église Saint-Étienne.

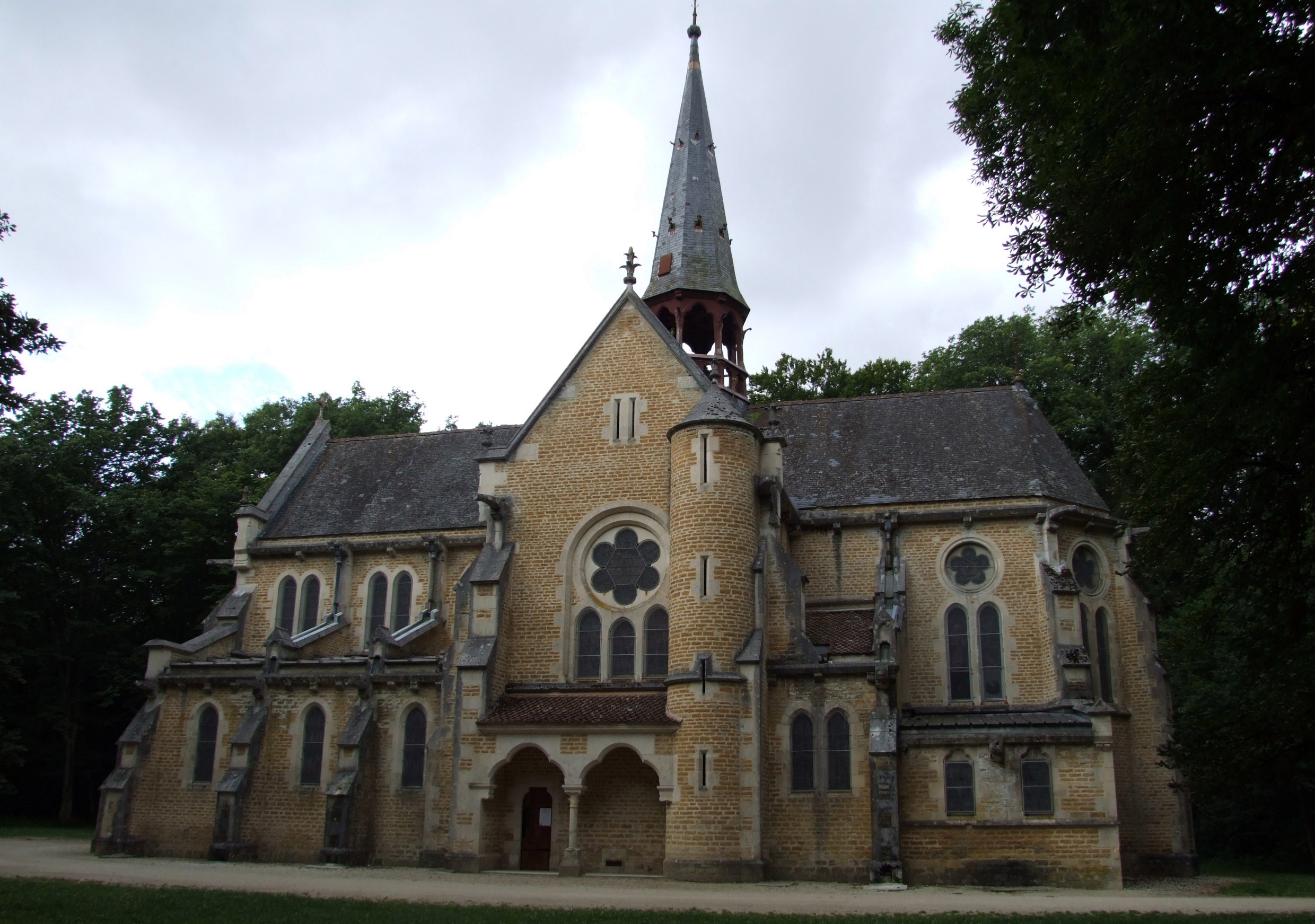
La chapelle Notre-Dame-du-Chêne.

- Vestiges de l'ancien château de Bar-sur-Seine détruit par les habitants sur ordonnance de Louis XIII inscrit MH[33]. Ce dernier avait déjà été gravement endommagé au cours des guerres de Religion.
- Maison en pans de bois du XVIe siècle inscrite MH[34].
- Porte de Châtillon inscrite MH[35].
- Domaine de Villeneuve (du directeur de l'ancienne papeterie) et son pigeonnier inscrit MH[36].
- Ancienne papeterie actuellement coopérative vinicole au lieu-dit Villeneuve[37].
- Ancien moulin qui enjambe la Seine en centre-ville, bâtiment magnifique mais en mauvais état, et dont la rénovation est prévue en 2020.
- Maison familiale des frères Goncourt.
- Souterrains refuges : datant de l'époque carolingienne, malheureusement non accessibles au public car ils partent de la cave de la mairie.
- Salle basse : ancienne salle basse du château des comtes de Bar. Son utilisation reste encore aujourd'hui un mystère...
- Les sentier de grande randonnée GR2 et GR654 traversent la commune.
- Pont de Villeneuve : pont routier en maçonnerie sur la Seine.
- Hôtel de la Caisse d'épargne

#### Ecclésiastique
Le Lasçois était le siège d'un archidiaconé, tout d'abord situé à Lasticum puis à Châtillon-sur-Seine. Il est difficile de dire quand a été créé le diaconé de Bar, mais la liste des doyens est fournie par l'abbé Roussel cité en bibliographie.
- Église Saint-Étienne classée au titre des monuments historiques en 1907[38],[39].
- Chapelle de la commanderie d'Avalleur (Ordre du Temple) classée MH[40].
- Chapelle de la Passion.
- Chapelle Notre-Dame-du-Chêne et sa grotte.
- Chapelle Saint-Jean-Baptiste de Bar-sur-Seine.

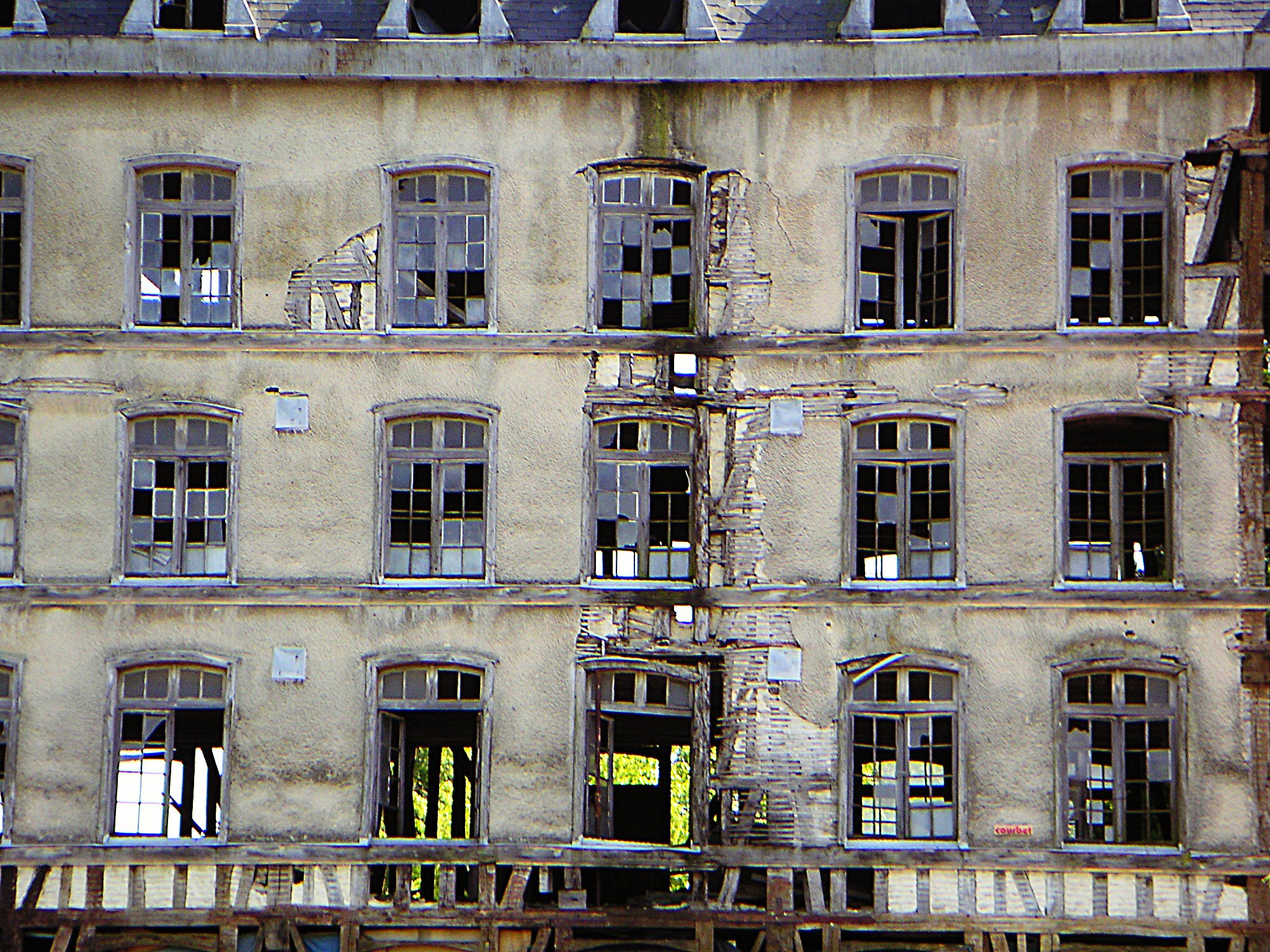
Le moulin de Bar en ruine.
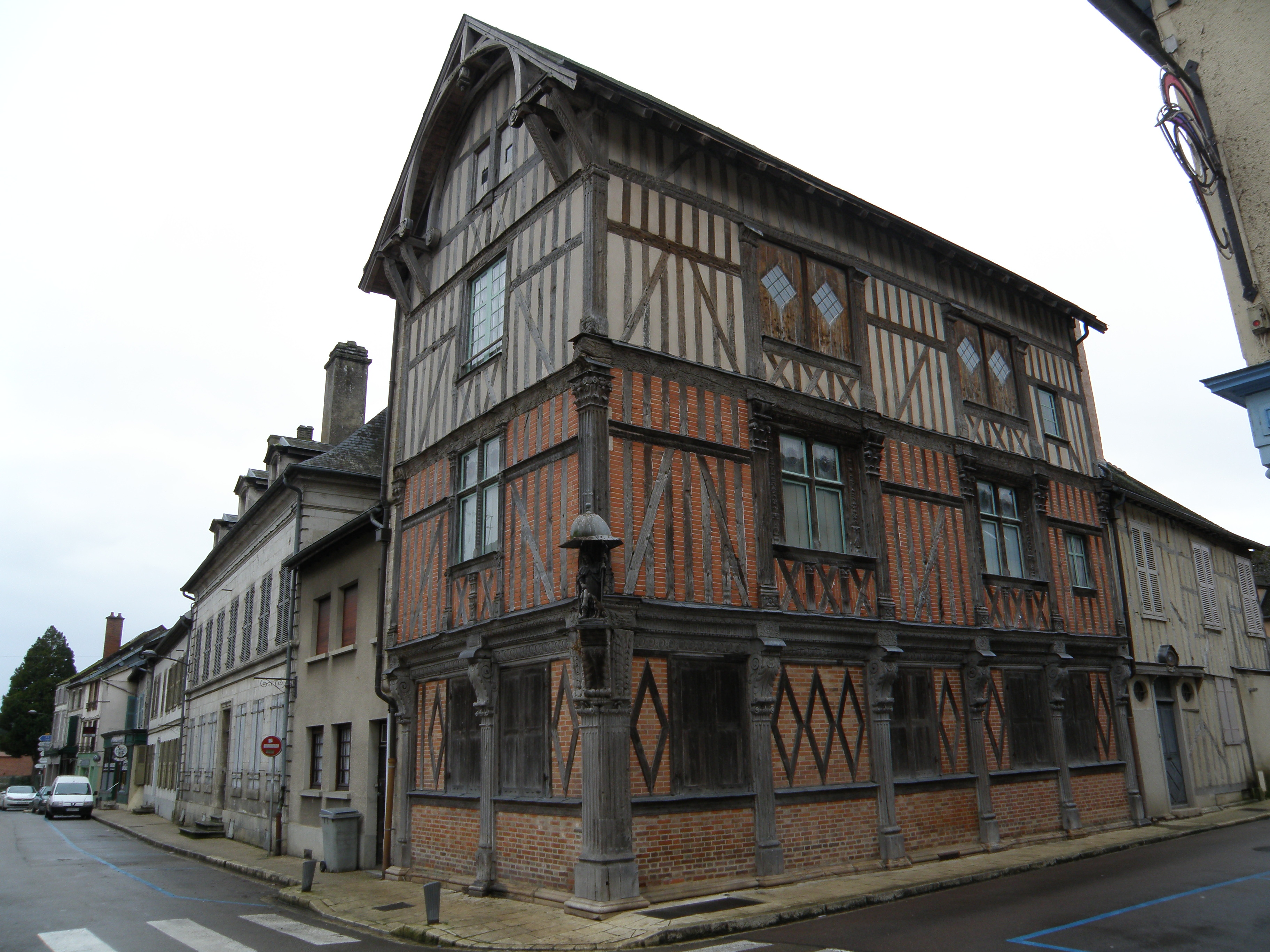
Maison à pans de bois du XVIe siècle.
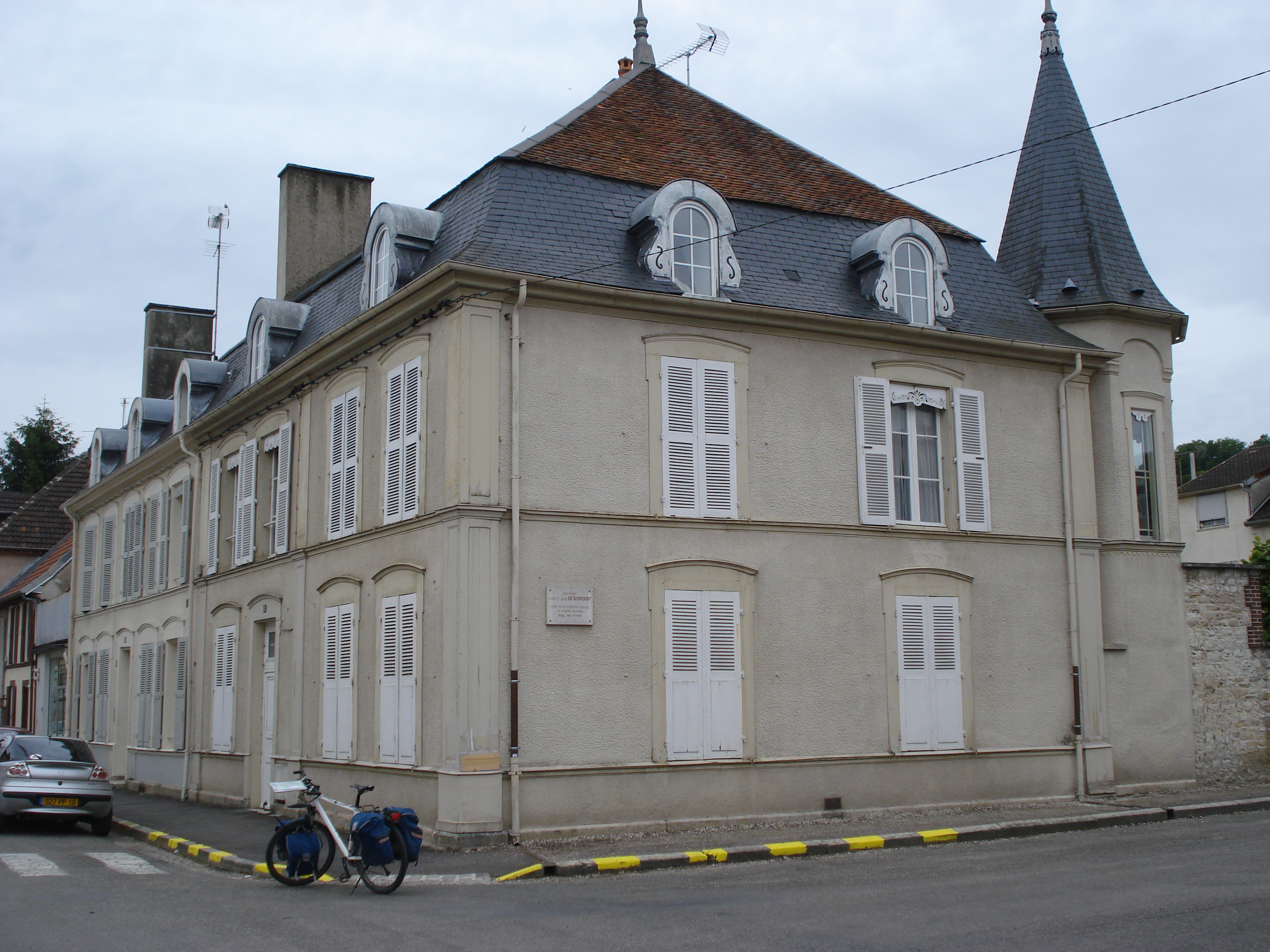
La maison familiale des Goncourt.
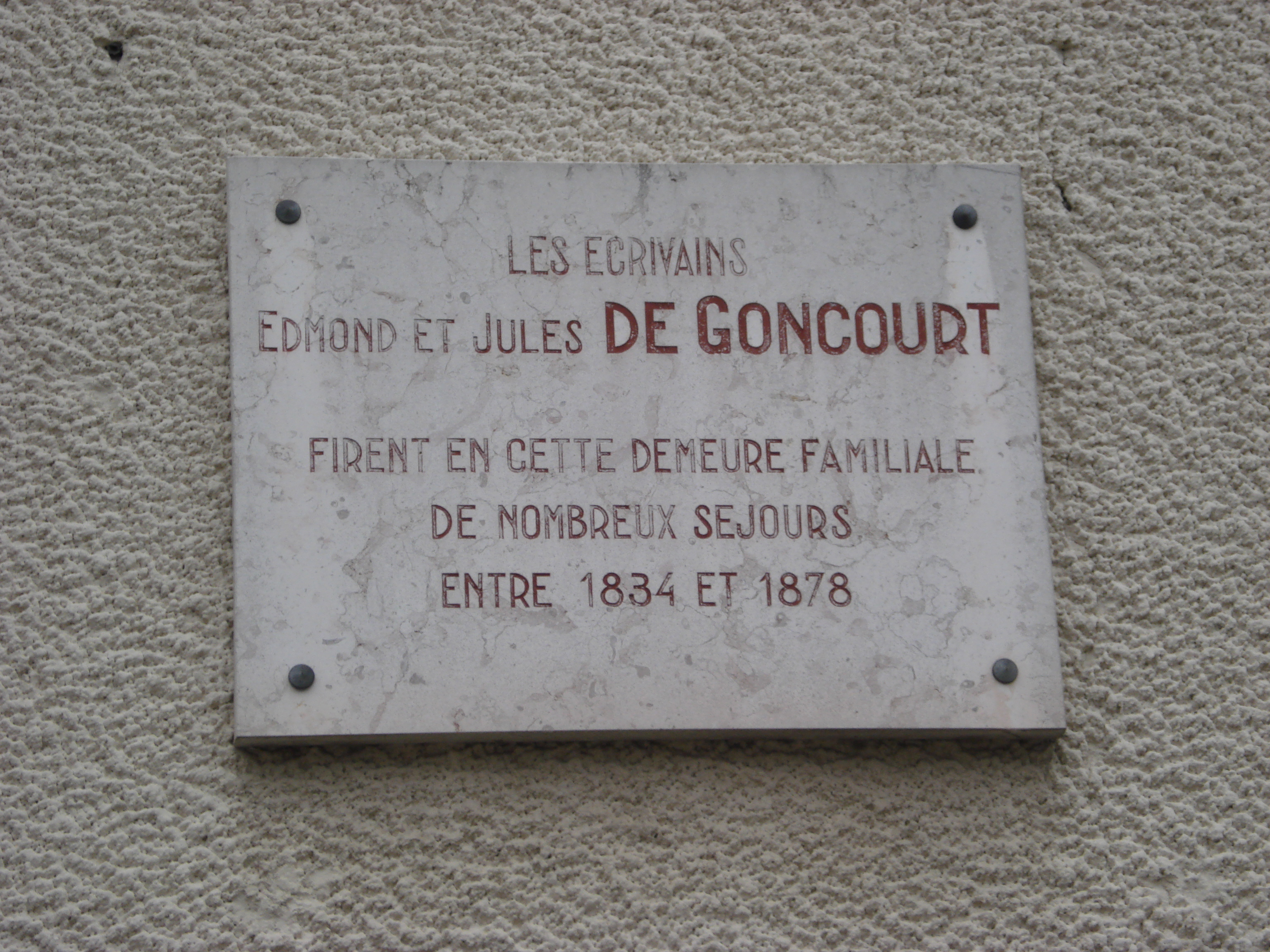
Plaque sur la maison des Goncourt.

### Personnalités liées à la commune
- Jeanne Ire de Navarre, née à Bar-sur-Seine (1273-1305), reine de Navarre de 1274 à 1305 et reine de France de 1285 à 1305.
- Pierre Poupo, né à Bar-sur-Seine (1552-1590), poète, auteur de La Muse Chrestienne.
- Jean Bonnefons (1554-v. 1614), poète néolatin, exerce pendant une trentaine d'années la charge de lieutenant général à Bar-sur-Seine.
- Jean-Baptiste Victor Chanez, né à Bar-sur-Seine (1746-1825), général des armées de la République et de l'Empire, baron d'Empire le 5 février 1814.
- Pierre Paul Alexandre Bouchotte (1754-1821), homme politique, député du tiers aux Etats-Généraux.
- Alexandre de Ferrière, né à Bar-sur-Seine (1771-1848), auteur dramatique, écrivain, éditeur et journaliste.
- Arsène Olivier (1823-1895), ingénieur né à Landreville, fit don de sa collection archéologique à la ville.
- Albert Guyard (1846-1913), homme politique, député de l'Aube de 1898 à 1902.
- Paul Portier, né à Bar-sur-Seine (1866-1962), zoologiste et biologiste marin français (travaux sur l'anaphylaxie).
- Les frères Goncourt Edmond de Goncourt et Jules de Goncourt y font de nombreux séjours entre 1834 et 1878.
- Henri Caruchet, né à Bar-sur-Seine (1873-1948), peintre et illustrateur.
- Maurice Marinot (1882-1960), artiste peintre et artisan verrier
- Armand Trumet de Fontarce (Dijon, 15 août 1824 – Bar-sur-Seine, 14 septembre 1908), docteur en médecine, conseiller général du canton et maire de Bar-sur-Seine. La vie de ses deux fils est romancée par Jim Fergus, son arrière-arrière-petit-fils, dans son livre Marie-Blanche.
- Luc Pillot (1959-), champion olympique de voile.
- Guy de Lantaiiges, bailli de Bar-sur-seine

### Héraldique
| Blason de Bar-sur-Seine | Blason  | Parti : au 1er de gueules aux deux bars adossés d'or, au 2e d'azur à la bande d'argent accostée de deux cotices potencées et contre-potencées d'or. |
| Blason de Bar-sur-Seine | Détails | Le statut officiel du blason reste à déterminer. |